# غرفه (روستا)
غرفه (در عربی:  الغرفه ) روستای کوچکی از توابع شهر دبا الفجیره در نوار ساحلی کرانهٔ
دریای عمان از توابع امارت فجیره از امارات هفتگانه دولت امارات متحده عربی واقع شده‌است. شغل مردم روستا، صید، ماهی گیری و کشاورزی، و دامداری و تجارت است.
حدود ۱۰۰۰ اصله نخل خرما در روستا وجود دارد.

## جمعیت
جمعیت روستا در حدود ۷۰۰ نفر (۲۱ خانوار) می‌باشد که از اهل سنت و مالکی مذهب هستند و از نژاد عرب و بزبان عربی تکلم می‌کنند.